# Baño María (en Vivo - Buenos Aires)
Baño María (En Vivo - Buenos Aires) es el primer álbum en vivo del dúo Ca7riel y Paco Amoroso, lanzado digitalmente el 12 de diciembre de 2024 por 5020 Records. El álbum cubre el recital del 16 de agosto de 2024 en el Movistar Arena de Buenos Aires, ante unas 15.000 personas.
Dicho show, que marcó el inicio de su gira “Baño María”, contó con la participación de Lali Espósito, Wanda Nara y Tini Stoessel como invitadas especiales. Posteriormente, la grabación de este concierto fue editada en formato digital como álbum en vivo, llevando el mismo título Baño María (En Vivo - Buenos Aires). La difusión de este lanzamiento continuó ampliando la repercusión internacional del dúo, acompañada de una extensa gira por Latinoamérica, Europa y Estados Unidos en 2025.
En el setlist se encontraron canciones de su primer disco, Baño María, y algunas solistas tanto de CA7RIEL como de Paco Amoroso.

## Lista de canciones
Tracklist de Baño María (En Vivo - Buenos Aires)

Todas las letras escritas por Catriel Guerreiro y Ulises Guerriero.
| N.º     | Título                       | Duración |  |
| 1.      | «La Que Puede, Puede»        | 2:58     |  |
| 2.      | «Baby Gangsta»               | 2:40     |  |
| 3.      | «Dumbai»                     | 2:28     |  |
| 4.      | «Mi Diosa»                   | 2:54     |  |
| 5.      | «A mí no»                    | 3:11     |  |
| 6.      | «En el After»                | 2:46     |  |
| 7.      | «Mi Deseo»                   | 2:02     |  |
| 8.      | «Viuda Negra»                | 3:20     |  |
| 9.      | «Muy Bien»                   | 2:35     |  |
| 10.     | «Bad Bitch» (con Wanda Nara) | 3:26     |  |
| 11.     | «Sheesh»                     | 2:34     |  |
| 12.     | «Supersónico» (con Lali)     | 3:08     |  |
| 13.     | «Polvo»                      | 3:25     |  |
| 14.     | «Cosas Ricas»                | 3:21     |  |
| 15.     | «Agua» (con Tini)            | 3:25     |  |
| 16.     | «Diablo»                     | 3:01     |  |
| 17.     | «Pirlo»                      | 3:06     |  |
| 18.     | «Chinga Sport»               | 2:41     |  |
| 19.     | «Vitamina»                   | 3:15     |  |
| 20.     | «McFly»                      | 2:31     |  |
| 21.     | «Todo el día»                | 2:35     |  |
| 22.     | «Jala Jala»                  | 1:23     |  |
| 23.     | «Ola Mina XD»                | 2:28     |  |
| 24.     | «El Único»                   | 3:28     |  |
| 25.     | «Ouke»                       | 3:15     |  |
| 26.     | «Cono Hielo»                 | 4:20     |  |
| 1:16:00 |                              |          |  |